# Thomas Phipson
Pour l’article homonyme, voir Edward Arthur Evacustes Phipson.
Thomas Lamb Phipson (1833-1908) est un scientifique, violoniste et écrivain britannique.

## Biographie
Thomas Lambe Phipson a obtenu un doctorat en sciences de l'université de Bruxelles. Par la suite, il rédige des ouvrages scientifiques en anglais et en français, surtout en chimie.
Son mémoire La Force catalytique, études sur les phénomènes de contact (1858) a été « couronné par la Société hollandaise des sciences ».
Violoniste solo pour la Bohemian Orchestral Society, il a rédigé des ouvrages sur sa vie de violoniste, ainsi que sur de grands violonistes.
Il était membre de la Chemical Society de Paris et de Londres.

## Œuvres
- (fr) La Force catalytique, études sur les phénomènes de contact, 1858 [lire en ligne]
- (en) Phosphorescence, or, The emission of light by minerals, plants, and animals, 1862 [lire en ligne]
- (en) The utilization of minute life; being practical studies on insects, Crustacea, Moll sca, worms, polypes, Infusoria, and sponges, 1864 [lire en ligne]
- (fr) Le préparateur-photographe: ou, Traité de chimie à l'usage des photographes et des fabricants de produits photographiques, 1864 [lire en ligne]
- (fr) Sur les propriétés optiques des corps appliquées à l'analyse, 1868
- (en) Meteors, aerolites, and falling stars, 1867 [lire en ligne]
- (en) Observations on the agricultural chemistry of the Sugar Cane, 1873
- (en) Familiar Letters on some Mysteries of Nature, 1876
- (en) Biographical sketches and anecdotes of celebrated violinists, 1877 [lire en ligne]
- (en) The Storm and its Portents : Scenes from the reign of Louis XVI, 1878 [lire en ligne]
- (en) Health Notes and Curiosities of Medical Science, 1898
- (en) Voice and violin : sketches, anecdotes, and reminiscences, 1898 [lire en ligne]
- (en) Famous violinists and fine violins : historical notes, anecdotes, and reminiscences, 1896 [lire en ligne]
- (en) Researches on the Past end Present History of the Earth's Atmosphere, 1901 [lire en ligne]
- (en) Confessions of a Violinist : realities and romance, 1902 [lire en ligne]

Il a traduit en anglais l'ouvrage Éclairs et tonnerre de Wilfrid de Fonvielle sous le titre Thunder and lightning. Il a aussi traduit en anglais l'ouvrage Le Soleil d'Amédée Guillemin sous  le titre The Sun.